# George Streynsham Rawstorne
George Streynsham Rawstorne, britanski general, * 1895, † 1962.